# Ӯ
Ӯ – litera występująca w cyrylickim alfabecie języka tadżyckiego. Oznacza samogłoskę /ɵ/. 
W latach 1940—1951 była obеcna w alfabecie kazachskim. W 1951 r. zastąpiono ją literą Ұ. 

## Kodowanie
| Znak                   | Ӯ                                     | Ӯ                                     | ӯ                                   | ӯ                                   |
| ---------------------- | ------------------------------------- | ------------------------------------- | ----------------------------------- | ----------------------------------- |
| Nazwa w Unikodzie      | Cyrillic Capital Letter U with Macron | Cyrillic Capital Letter U with Macron | Cyrillic Small Letter U with Macron | Cyrillic Small Letter U with Macron |
| Kodowanie              | dziesiątkowo                          | szesnastkowo                          | dziesiątkowo                        | szesnastkowo                        |
| Unicode                | 1262                                  | U+04EE                                | 1263                                | U+04EF                              |
| UTF-8                  | 211 174                               | d3 ae                                 | 211 175                             | d3 af                               |
| Odwołania znakowe SGML | &#1262;                               | &#x04EE;                              | &#1263;                             | &#x04EF;                            |